# 双(2-氯乙基)甲胺
双(2-氯乙基)甲胺（英語：Chlormethine，医学上常称氮芥，英文缩写HN2），是一种氮芥。它是一类抗癌化疗药物——烷基化试剂的原型。它的作用机理是和DNA结合，交联两条DNA链并防止细胞复制。它会和DNA中的鸟嘌呤的N7氮原子结合。作为糜烂性毒剂，它的使用受到禁止化学武器公约的严格限制。
双(2-氯乙基)甲胺属于氮芥类烷化剂。

## 用处
双(2-氯乙基)甲胺的雌激素衍生物磷酸雌莫司汀用于治疗前列腺癌。它也用作化学武器，代号HN2。这种化合物是很强的糜烂性毒剂。以前，双(2-氯乙基)甲胺也用于治疗淋巴恶性肿瘤，如霍奇金病、淋巴肉瘤、慢性粒细胞白血病、真性红细胞增多症和支气管癌。它通过静脉注射使用，但当复合成局部制剂时也可用于治疗皮肤病。有研究表明，局部施用双(2-氯乙基)甲胺对蕈样肉芽肿型皮肤T细胞淋巴瘤有效。
双(2-氯乙基)甲胺的另一个重要用处是制备哌替啶。

## 副作用和毒性
双(2-氯乙基)甲胺是剧毒药物，对怀孕、哺乳或育龄妇女的毒性更强。在足够高的浓度下，双(2-氯乙基)甲胺的暴露可致命。
双(2-氯乙基)甲胺的副作用取决于配方。当用于化学战时，它会导致免疫抑制和对眼睛、皮肤和呼吸道粘膜的损害。粘膜和潮湿或受损的皮肤更容易受到双(2-氯乙基)甲胺的影响。虽然症状通常不会马上出现，但它对DNA的损害非常快。越严重的暴露会使症状越快出现。眼部症状会在1–2小时（严重暴露）或3–12小时（轻度至中度暴露）后先出现，接着是呼吸道症状（2-6/12–24小时）和皮肤症状（6–48小时）。炎热潮湿的天气会缩短双(2-氯乙基)甲胺的潜伏期（无症状）。
暴露于双(2-氯乙基)甲胺的症状因暴露途径而异。眼睛暴露会导致流泪、灼热、刺激、瘙痒、砂砾感或干燥感、眼睑痉挛和瞳孔缩小。更严重的症状包括眼皮水肿、畏光（对光极度敏感）、剧痛、角膜溃疡和失明。
吸入双(2-氯乙基)甲胺会依次损害上呼吸道和下呼吸道，更严重的暴露会导致更快的损害，从而影响呼吸道的下部。早期症状包括流鼻涕、流鼻血、声音低沉、打喷嚏、吠叫和呼吸困难（吸烟者和哮喘患者）。后期症状则包括鼻子或鼻窦疼痛和气道炎症。严重情况下，整个呼吸道上皮可能坏死，形成伪膜，从而阻塞气道。肺炎可能发展并致命。
皮肤接触双(2-氯乙基)甲胺一开始主要引起红斑和水泡，但通过皮肤吸收的双(2-氯乙基)甲胺会引起全身毒性，在超过25%的皮肤受到影响的情况下可能会致命。
虽然不常见，但如果吞食双(2-氯乙基)甲胺，则会对胃肠道造成严重的化学灼伤，并伴有恶心、呕吐、腹泻、腹痛和出血。
急性或慢性双(2-氯乙基)甲胺暴露的长期影响是由对免疫系统的损害引起的。白血球的数量下降，增加了感染的风险，红血球和血小板的数量也可能因为骨髓损伤而下降。接触可能引起慢性眼部感染，会导致暂时失明。双(2-氯乙基)甲胺对呼吸系统的长期影响包括嗅觉丧失、味觉丧失、炎症、慢性感染、纤维化和癌症。被双(2-氯乙基)甲胺损伤的皮肤会色素沉着或留下疤痕，最终可能会患上癌症。

## 历史
自第一次世界大战以来，人们就知道糜烂性毒剂芥子气（双(2-氯乙基)硫）对骨髓和白血球的影响。1935年，几项化学和生物学研究取得了一些成果，这些成果将在第二次世界大战开始后进行探索。人们发现了与芥子气类似，但用氮代替了硫的一系列化学物质的糜烂作用。这类化学物质就是“氮芥”，双(2-氯乙基)甲胺就是在这个时期发现的。当时也首次研究了芥子气对实验动物肿瘤的作用。
美国加入第二次世界大战后，氮芥是候选的化学战剂，因此美国科学研究与开发办公室（OSRD）发起了对它们的研究。OSRD向两所大学（耶鲁大学和芝加哥大学）签订合同来研究它们。也许是受到1935年初步研究的启发，两个小组都独立认为测试动物和肿瘤之间是否存在医学上有用的差异毒性。耶鲁药理学家路易·古德曼和艾尔佛列·吉尔曼于1942年8月27日对一位名叫J.D.的病人使用HN3（三(2-氯乙基)胺）。
下一年，由里昂·O·雅各布森领导的芝加哥小组则用HN2（双(2-氯乙基)甲胺）试验，这是该小组中唯一可以临床使用的药物。战时保密阻止了任何关于HN2化疗的开创性工作的发表，但是1946年战时保密结束，论文就发布了。

## 化学性质
双(2-氯乙基)甲胺可燃，在极端条件下会爆炸。它和金属反应，放出氢气。